# Азуса (Калифорнија)
Азуса (енгл. Azusa) град је у америчкој савезној држави Калифорнија. По попису становништва из 2010. у њему је живело 46.361 становника.

## Демографија
Према попису становништва из 2010. у граду је живело 46.361 становника, што је 1.649 (3,7%) становника више него 2000. године.
|                   | 2010.           | 2000.           |
| Укупно            | 46 361 (100,0%) | 44 712 (100,0%) |
| Хиспаноамериканци | 31 328 (67,57%) | 28 522 (63,79%) |
| Белци             | 8 955 (19,32%)  | 10 824 (24,21%) |
| Азијати           | 4 054 (8,744%)  | 2 747 (6,144%)  |
| Афроамериканци    | 1 499 (3,233%)  | 1 688 (3,775%)  |
| Остали            | 525 (1,132%)    | 931 (2,082%)    |